# Муммий Басс
Му́ммий Басс (лат. Mummius Bassus) — римский политический деятель и сенатор второй половины III века.

## Биография
О происхождении Басса ничего неизвестно. Предположительно, его родственниками могут быть консул 237 года Луций Муммий Феликс Корнелиан и патриций Луций Муммий Максим Фаустиниан. О карьере же Муммия Басса известно только лишь то, что в 258 году он занимал должность ординарного консула вместе с Марком Нуммием Туском.